# Autocensura
L'autocensura és la censura que un autor o un artista s'imposa a si mateix per a poder seguir publicant, - o treballant a la seua especialitat -, a una societat democràtica. A les societats dictatorials o teocràtiques aquesta censura està explícitament dictada pel govern o les autoritats religioses. Amb el temps aquesta autocensura s'acaba identificant alienatòriament amb el sentit comú o seny i es considera un requisit més de l'ètica professional.
Etimològicament, aquest mot prové del llatí i es compon unint el prefix auto (a si mateix) amb el mot censūra («càrrec de censor», de census «cens»). A l'Antiga Roma els censors excloïen del cens als delinqüents, la qual cosa comportava per a ells la pèrdua de la ciutadania romana. Gradualment, doncs, la censura passà a diferents tipus de reprovació. En l'àmbit catalanoparlant, el CIVAL i el CTILC atesten aquest mot d'ençà el segle xx. El verb autocensurar sia en la forma transitiva o en la pronominal serien més recents.
Segons el context de qui se'n sent constret a practicar, les raons al·legades per s'autocensurar podran ser d'ordre estrictament personal (la temor per part d'un escriptor o artista que depengui de la bona acollida de les seves obres pel públic de les implicacions financeres negatives d'una opinió que l'escandalitzi) així com més generals (per exemple, per mor d'adequar-se a allò que es percep comunament com el políticament correcte).
Un cas força emblemàtic d'autocensura dins del món literari n'és el que advingué amb Els versos satànics de Salman Rushdie, on des de la fàtua que pesa sobre ell hi va haver editors que no publiquen aquest llibre o que vacil·laren a fer-ho. Fou així com, quan era editor de Proa, el professor universitari Oriol Izquierdo xocà amb l'oposició del patronat de l'editorial abans de finalment poder publicar-hi l'esmentada novel·la. També podríem citar el diari danès Jyllands-Posten i la seva actitud de reserva enfront de temes islàmics arran de la polèmica de 2005 amb les famoses caricatures del profeta Mahoma. En l'esfera de la música, la cantant francesa de pop-rock i de variété Mylène Farmer, autocensurà el seu senzill C'est une belle journée, de 2002. En una posterior entrevista declarà que en canvià la tornada a causa de les persones amb tendències depressives: en lloc de posar-n'hi «És un dia tan bell,/ em mataré./ Un dia tan bell/ que termina...» (en francès, «C'est une belle journée,/ je vais me tuer./ Une si belle journée/ qui s'achève...») s'estimà més de dir «És un dia tan bell,/ m'aniré al llit...» («C'est une belle journée,/ je vais me coucher...»), evitant d'aquesta manera que la cançó fos presa com una incitació al suïcidi.
En el periodisme sembla que l'autocensura es fa present ben sovint, a conseqüència del fet que els articles ja acostumen ser censurats pels directors dels diaris abans la seva publicació.